# Anschi Machatschkala
Der Futbolny Klub Anschi Machatschkala (russisch Футбольный Клуб Анжи Махачкала), im deutschen Sprachraum allgemein bekannt als Anschi Machatschkala, ist ein ehemaliger russischer Profi-Fußballverein aus Machatschkala, der Hauptstadt Dagestans. Er spielte von 2010 bis 2014 und von 2015 bis 2019 in der Premjer-Liga.

## Geschichte
Bereits im Gründungsjahr 1991 qualifizierte sich der Club als dagestanischer Republikmeister für die zweite russische Division (dritte Liga). 1996 stieg das Team weiter in die erste russische Division (zweite Liga) auf. Nach weiteren drei Jahren wurde die Mannschaft Meister der Liga und stieg in die höchste russische Spielklasse auf. Im ersten Jahr in der Premjer-Liga gelang dem Verein direkt der vierte Platz und damit die Qualifikation für den UEFA-Pokal 2001/02. Wegen der prekären Sicherheitslage aufgrund der Nähe zur Krisenrepublik Tschetschenien beschloss die UEFA, dass anstelle des üblichen Hin- und Rückspiels ein einziges Spiel auf neutralem Platz durchzuführen sei; dies ging in Warschau gegen die Glasgow Rangers mit 0:1 verloren. Ebenfalls 2001 stand der Club im Finale des russischen Pokals, das mit 3:4 nach Elfmeterschießen gegen Lokomotive Moskau verloren ging. Nach der Saison 2002 stieg der Club jedoch wieder ab. Die Saison 2009 beendete das Team auf dem ersten Platz in der 1. Division und schaffte somit den erneuten Aufstieg in die russische Eliteklasse.

### Übernahme und Investitionen
Im Januar 2011 übernahm der russische Milliardär Suleiman Kerimow den Club. Nachdem Anfang 2011 bereits Roberto Carlos ablösefrei von Corinthians Paulista verpflichtet wurde, wurde im August 2011 Samuel Eto’o von Inter Mailand für ca. 27 Millionen Euro verpflichtet. Am 17. Februar 2012 wurde der bekannte holländische Trainer Guus Hiddink als Cheftrainer unter Vertrag genommen.
Als Fünftplatzierter der russischen Liga 2011/12 qualifizierte sich Anschi für die Europa League. Dort trat der Klub am 19. und 26. Juli 2012 gegen Honvéd Budapest an. Die UEFA verbot dem Klub jedoch, das Heimspiel im Stadion in Machatschkala auszutragen, und begründete dies mit der Sicherheitslage im Nordkaukasus. Als Ersatzspielort wählte der Verein daher das zwei Flugstunden entfernte Ramenskoje nahe Moskau, wo die Mannschaft auch ihren ständigen Wohn- und Trainingsort hat. Anschi gewann das Hin- und Rückspiel mit 1:0 bzw. 4:0. In der 3. Qualifikationsrunde setzte sich Anschi mit zwei 2:0-Siegen gegen Vitesse Arnheim durch, traf dann in den Play-offs zur Gruppenphase auf AZ Alkmaar und konnte sich mit 1:0 und 5:0 durchsetzen. In der Zwischenrunde der Europa League schlug Anschi im Heimspiel (das erneut in Moskau ausgetragen wurde) Hannover 96 mit 3:1 und erzielte im Rückspiel am 21. Februar 2013 ein 1:1. Damit zog die Mannschaft in das Achtelfinale ein. Dort traf Anschi auf Newcastle United, spielte zuhause 0:0 (vor 5.000 Zuschauern), danach auswärts 0:1 (vor über 45.000 Zuschauern, Torschütze: Papiss Demba Cissé (90.+ 4 Minute)) und schied damit aus. In der heimischen Liga wurde die bisher erfolgreichste Saison gespielt, als der 3. Platz in der Meisterschaft errungen wurde.

### Senkung des Spieleretats
Vor der Saison 2013/14 trat Cheftrainer Guus Hiddink zurück. Als Nachfolger wurde Gadschi Gadschijew, der Anschi bereits von April 2010 bis September 2011 trainiert hatte, vom Ligakonkurrenten Krylja Sowetow Samara verpflichtet. Prominenteste Neuzugänge waren die russischen Nationalspieler Alexander Kokorin (von Dynamo Moskau, ca. 19 Mio. Euro Ablöse), Igor Denissow (Zenit St. Petersburg, ca. 15 Mio. Euro) und Alexei Ionow (FK Kuban Krasnodar, ca. 5 Mio. Euro). Zudem wurde Christopher Samba, der erst im Januar zu den Queens Park Rangers gewechselt war, nach deren Abstieg in die 2. Liga für 11–12 Mio. Euro zurückgekauft, wodurch die Mannschaft mit gut 50 Mio. Euro verstärkt wurde. Anfang August verkündete der Verein, dass viele teure Spieler den Verein verlassen werden, um den Spieleretat um 50 bis 70 Mio. US-Dollar zu senken, und man in Zukunft vermehrt auf Jugendspieler setzen werde. Offiziell wurden der ausbleibende Erfolg seit 2011 und das Financial Fairplay der UEFA als Gründe für die Neuausrichtung angegeben. Zudem werden finanzielle Schwierigkeiten von Klubbesitzer Suleiman Kerimow vermutet, dessen Aktien bei der Firma Uralkali um bis zu ein Viertel eingebrochen waren. Als erster Spieler wurde Oleg Schatow an Zenit St. Petersburg abgegeben. Es folgten die Verkäufe der erst kurz zuvor verpflichteten Alexander Kokorin, Igor Denissow, Christopher Samba und Alexei Ionow sowie von Juri Schirkow und Wladimir Gabulow jeweils an Dynamo Moskau. Des Weiteren verließen Mbark Boussoufa, Lassana Diarra, Arseni Logaschow (alle zu Lokomotive Moskau), João Carlos (Spartak Moskau), Willian, Samuel Eto’o (beide FC Chelsea) und Mehdi Carcela-González (Standard Lüttich) den Verein.
Trotz zahlreicher namhafter Abgänge schaffte es das neu zusammengestellte Team, die Gruppenphase der Europa League zu überstehen und sogar im Sechzehntelfinale den KRC Genk zu bezwingen. Im anschließenden Achtelfinale traf Anschi auf AZ Alkmaar, verlor auswärts 0:1 und spielte danach zuhause 0:0. Somit schied der dagestanische Verein aus dem weiteren Wettbewerb aus. In der Premjer-Liga konnte sich die Mannschaft nicht halten und stieg als Tabellenletzter erneut in die zweitklassige 1. Division ab. Am letzten Spieltag der Saison 2014/15 sicherte sich Anschi Machatschkala den Wiederaufstieg in das russische Fußballoberhaus. In der Saison 2015/16 rettete sich der Verein auf den 13. Tabellenplatz (Relegationsplatz). In der Relegation traf der FK Anschi auf Wolgar Astrachan und sicherte sich nach zwei Siegen den Klassenerhalt. Im Sommer 2016 übernahm der Tscheche Pavel Vrba den Chef-Trainerposten bei Anschi.
Im Dezember 2016 verkaufte der bisherige Besitzer Kerimow den Club an den dagestanischen Geschäftsmann Osman Kadijew. Nach diesem Schritt wurde aufgrund von finanziellen Schwierigkeiten der Trainer Pavel Vrba zusammen mit seinem Assistenztrainer Dušan Fitzel sowie dem Torwarttrainer Martin Ticháček entlassen und durch Alexander Grigorjan vom SKA-Energija Chabarowsk aus der 1. Division ersetzt.
Nachdem der Klub die Saison 2016/2017 auf Platz 12 beendet hatte, erreichte er in der Saison 2017/2018 nur den Relegationsplatz 14. Obwohl der Verein die Relegation gegen FK Jenissei Krasnojarsk verloren hatte, musste er aber nicht absteigen, weil Amkar Perm die Lizenz entzogen wurde.
Die Saison 2018/2019 schloss Anschi auf dem Abstiegsplatz 15 ab. Da der Klub keine Lizenz für die Saison 2019/2020 der Perwenstwo FNL erhielt, wurde er in drittklassige Perwenstwo PFL versetzt.
Für die Teilnahme an der Saison 2022/2023 der Perwenstwo PFL wurde dem Verein keine Lizenz erteilt.

## Spielstätte
Von 1991 bis 2003 und von 2006 bis März 2013 trug Anschi Machatschkala seine Heimspiele im Dinamo-Stadion aus, das 1927 gebaut und am 31. Mai desselben Jahres eröffnet wurde. Im März 2013 zog das Team in die modernisierte und auf 30.000 Zuschauer erweiterte Anschi-Arena um, in der schon von 2003 bis 2006 die Heimspiele ausgetragen wurden.

## Erfolge

### National
- Meister der 1. Division: 1999, 2009
- Meister der 2. Division: 1993
- Russischer Pokalfinalist: 2001, 2013

### International
- Achtelfinale in der Europa League: 2012/13, 2013/14

## Platzierungen
(grün = Höchste Spielstufe (Oberste Liga/Oberste Division/Premjer-Liga), gelb = 2.-höchste Spielstufe (1. Liga/1. Division), pink = 3.-höchste Spielstufe (2. Liga); grau = Dagestanische Republikmeisterschaft (Amateure))

## Bekannte ehemalige Spieler
| Russland - Alexander Belenow - Dmitri Borodin - Schamil Bursijew - Igor Denissow - Wladimir Gabulow - Alan Gatagow - Alexei Ionow - Renat Janbajew - Sharif Mukhammad - Sergei Parschiwljuk - Sergei Pessjakow - Jewgeni Pomasan - Alexander Prudnikow - Sergei Ryschikow - Jewgeni Sawin - Oleg Schatow - Juri Schirkow - Alexander Schirow - Fjodor Smolow - Andrei Solomatin - Omari Tetradse - Ilja Zymbalar | GUS und ehemalige Sowjetunion - Karlen Mkrttschjan - Elşən Qəmbərov - Mahir Şükürov - Micheil Aschwetia - Rewas Barabadse - Otar Chisaneischwili - Giorgi Loria - Otar Martzwaladse - Nukri Rewischwili - Kachaber Zchadadse - Dmitri Bjakow - Roman Usdenow - Oskars Kļava - Tadas Papečkys - Andrius Velička - Igor Armaș - Alexandru Epureanu - Oleksandr Alijew - Pylyp Budkiwskyj - Oleksandr Mytrofanow - Miroslaw Slawow - Odil Ahmedov - Dostonbek Hamdamov - Jafar Irismetov | Europa - Elvir Rahimić - Emir Spahić - Lassana Diarra - Gabriel Obertan - Felicio Brown Forbes - Ivo Iličević - Lorenzo Ebecilio - Vadim Demidov - Hugo Almeida - Darko Lazić - Miral Samardžić - Jan Holenda - Balázs Dzsudzsák | Südamerika - João Carlos - Roberto Carlos - Ewerton - Jucilei - Diego Tardelli - Willer - Willian - Xandão - Andrés Ponce Asien - Saeid Ezatolahi | Afrika - Yannick Boli - Abdul Razak - Lacina Traoré - Jonathan Mensah - Mohammed Rabiu - Samuel Eto’o - Gaël Ondoua - Michel Pensée - Christopher Samba - Mbark Boussoufa - Mehdi Carcela-González - Amadou Moutari - Dele Adeleye - Lukman Haruna |

## Trainer
- Eduard Malofejew (1996–1998)
- Sergei Dmitrijew (2004–2005)
- Omari Tetradse (2007–2010)
- Guus Hiddink (2012–2013)
- Juri Sjomin (2015)
- Pavel Vrba (2016)
- Alexander Grigorjan (2017)
- Wadim Skriptschenko (2017–2018)
- Magomed Adijew (2018–)